# Таієрі
Таієрі (англ. Taieri River) — річка, четверта за довжиною водна артерія в Новій Зеландії, протікає в регіоні Отаго на Південному острові країни. Починаючи свій витік у хребті Ламмерлав, вона спочатку тече на північ, потім на схід навколо хребта Рок та Стовп, а потім повертає на південний схід, досягаючи моря за 30 км на південь від міста Данідін.

## Географія

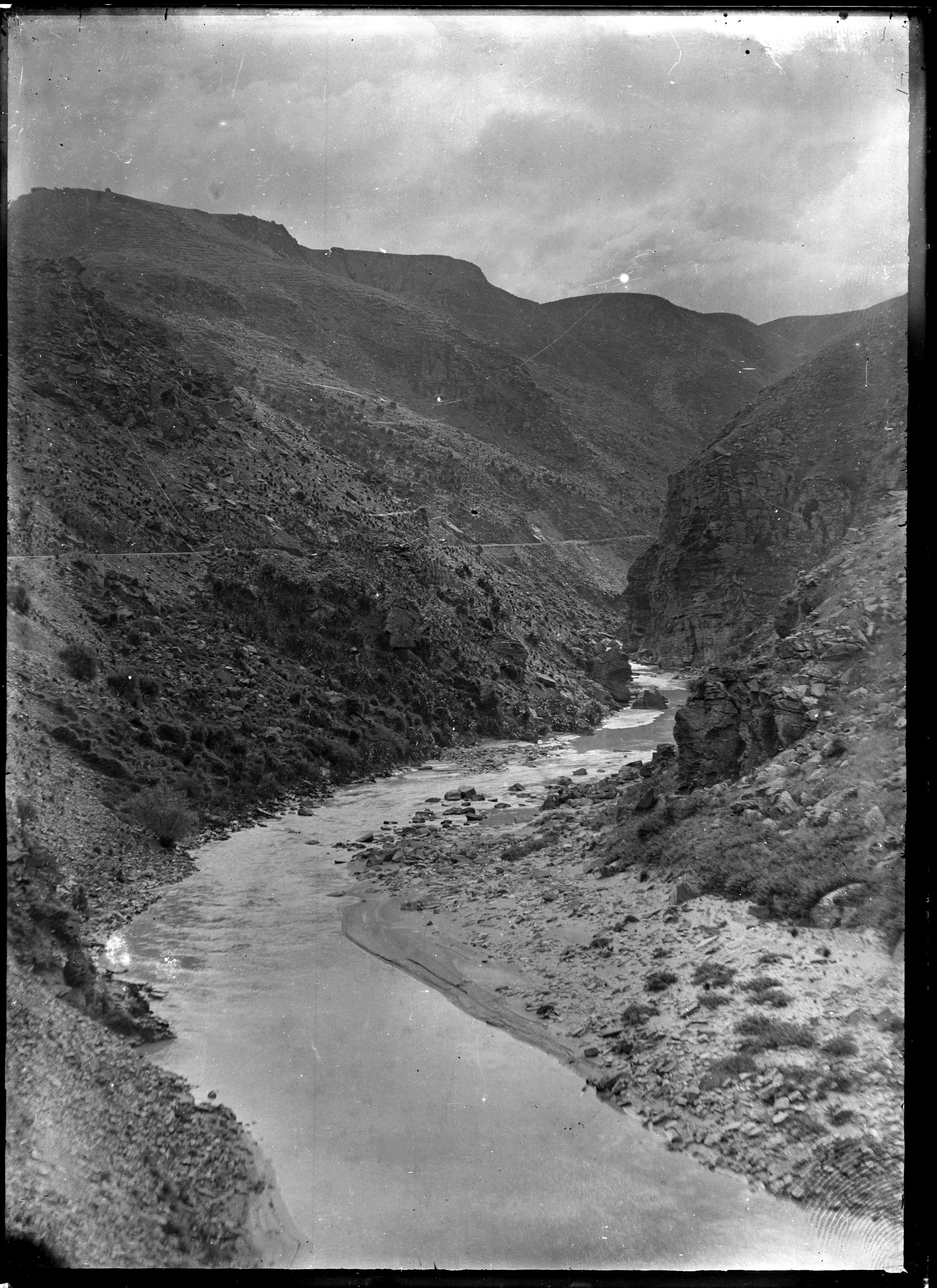
Ділянка річки Таієрі та прилегла залізнична лінія приблизно 1926 року

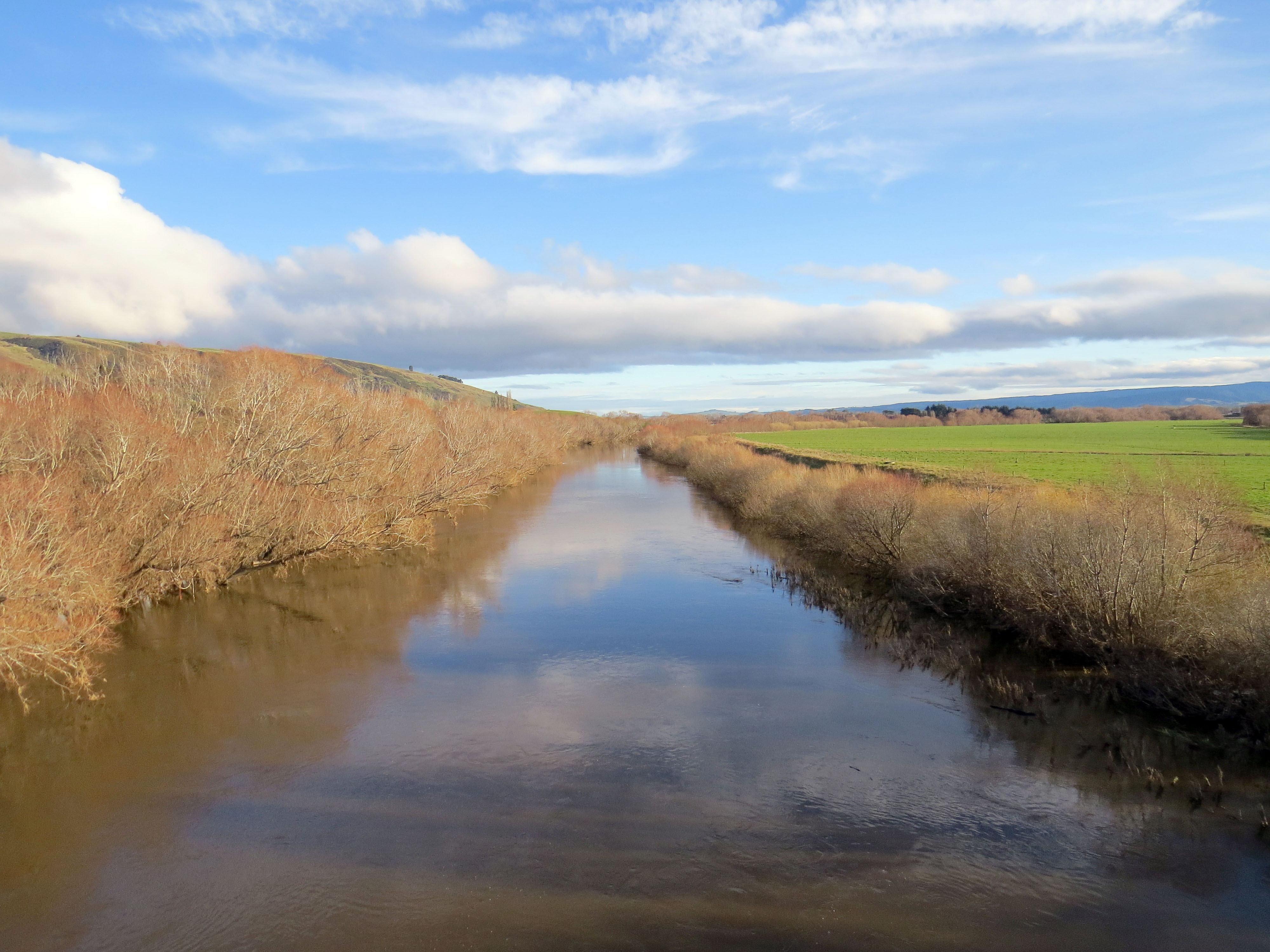
Річка Таієрі в містечку Аллантон

Верхня течія річки звивається серією звивистих петель через заплаву над поселенням Паерау, поблизу влучно названої місцевості Серпентайн; річка створила в цій місцині багато невеликих стариць, деякі з яких перетворено на водяні луки. Звідси річка протікає через дві невеликі гідроелектростанції, перш ніж досягти невеликого поселення Патеароа на рівнині Маніотото. Потім русло Таієрі робить плавний вигин майже на 180 градусів, входячи в широку льодовикову долину (Страт-Таієрі), оточену скелястими пагорбами. Відразу вниз за течією річка прорізала крутий схил, ущелину Таієрі. Ущелина відома залізницею «Ущелина Таієрі», яка пролягає через неї до округу Центрального Отаго. У нижній течії річки є широка заплава (рівнини Таієрі), яка містить більшу частину найродючіших сільськогосподарських угідь в регіоні Отаго. Потім річка тече через нижню частину ущелини Таієрі до Тихого океану і впадає в нього поблизу поселення Гирло Таієрі. Острів Таієрі лежить у Тихому океані за кілька сотень метрів від гирла річки.
Довжина Таієрі становить 288 кілометрів, з яких останні 20 км судноплавні. Площа басейну становить 1860 км². Незважаючи на свою довжину, Таієрі несе невеликий об'єм води порівняно з іншими річками Нової Зеландії, її середня витрата становить близько 35 м³/сек. Міста вздовж річки включають Міддлмарч, Оутрам, Аллантон, Мосгіл, Генлі та Таієрі-Маут. Її основною притокою є річка Вайпорі, яка впадає в Таієрі біля містечка Генлі на рівнинах Таієрі. Карти «Google Maps» помилково показують відрізок річки від впадіння притоки до гирла як річку Вайпорі. Правильна назва вказана на офіційній карті «NZ Topo Map» від уряду Нової Зеландії.

## Назва річки
Існує кілька ймовірних припущень щодо походження назви річки Таієрі. Вона може походити від Tai-ari, «трощити або товкти, робити м'якоть». Наразі деякі джерела припускають, що назва річки не може походити від слова маорі taiari, що означає «весняний приплив» або «сяюча вода». Інша ймовірне походження назви полягає в тому, що це стосується слова макотаєрі, їстівної акули, яка колись вважалася делікатесом на узбережжі Отаго. Однак може бути так, що акула отримала свою назву від річки, а не навпаки.

## Використання
У верхів'ях річки Таієрі поблизу поселенням Паерау розташована гідроелектростанція, введена в експлуатацію в 1984 році разом з електростанцією на притоці в Патеароа. Частина води з річки Таієрі перенаправлена та подана через тунель довжиною 1,3 км до електростанції потужністю 10 МВт постачальника електроенергії «TrustPower Limited».
На родючих рівнинах рівнин Маніотото та Страт-Таієрі води річки широко використовуються для сільського господарства та тваринництва. Риболовля дозволена та можлива будь-де на річці, причому водно-болотні угіддя Маніотото особливо популярні серед рибалок. Ущелина Таієрі популярна серед туристів, і її можна перетнути щоденною залізницею ущелини Таієрі від Данідіна до містечка Мідлмарча.

## Екологічні проблеми
Оскільки сусідні фермери водно-болотних угідь у верхній течії річки все більше переходять на молочне тваринництво та розводять лань, а також через розширення сільськогосподарського виробництва, водно-болотні угіддя знаходяться під загрозою забруднення.